# Шипал, Онур
Онур Шипал (тур. Onur Şipal; род. 17 марта 1989, Байбурт) — турецкий боксёр, представитель лёгкой и полусредней весовых категорий. Выступает за сборную Турции по боксу с 2003 года, бронзовый призёр Средиземноморских игр, обладатель бронзовой медали Универсиады в Казани, победитель и призёр многих турниров международного значения, участник двух летних Олимпийских игр.

## Биография
Онур Шипал родился 17 марта 1989 года в городе Байбурт, Турция. Проходил подготовку в Стамбуле в боксёрском клубе «Фенербахче».
Впервые заявил о себе на международной арене в сезоне 2003 года, когда одержал победу на чемпионате Европы среди школьников в Риме и выступил на чемпионате Европы среди кадетов в Каунасе. Два года спустя стал бронзовым призёром кадетского европейского первенства в Венгрии и получил серебро на кадетском чемпионате мира в Ливерпуле.
В 2007 году вошёл в основной состав турецкой национальной сборной, одержал победу на домашнем международном турнире «Ахмет Джёмерт» в Стамбуле, где в финале лёгкой весовой категории взял верх над чемпионом мира с Кубы Йорденисом Угасом. При этом на чемпионате мира в Чикаго был остановлен в четвертьфинале англичанином Фрэнки Гейвином.
Находясь в числе лидеров боксёрской команды Турции, Шипал прошёл отбор на летние Олимпийские игры 2008 года в Пекине — в первом же поединке категории до 60 кг потерпел поражение от пуэрториканца Хосе Педрасы и сразу же выбыл из борьбы за медали.
В 2010 году Онур Шипал выиграл серебряную медаль на чемпионате мира среди студентов в Улан-Баторе.
В 2013 году добавил в послужной список бронзовую награду, полученную в полусреднем весе на Универисаде в Казани.
Благодаря череде удачных выступлений удостоился права защищать честь страны на Олимпийских играх 2016 года в Рио-де-Жанейро — в категории до 69 кг уже 1/32 финала проиграл болгарину Симеону Чамову.
В 2018 году завоевал бронзовую медаль на Средиземноморских играх в Таррагоне.
Его старший брат Ондер Шипал тоже является достаточно известным боксёром, тоже участвовал в Олимпиаде в Рио.